# Gustave Ador
Gustave Ador (Cologny, 23 dicembre 1845 – Ginevra, 31 marzo 1928) è stato un politico svizzero.
Prese parte alla vita politica dal 1871 al 1924 nel Partito Liberale Svizzero, divenne presidente del Consiglio di Stato nel 1890, 1892 e 1896, del Consiglio nazionale nel 1902, membro e presidente del Consiglio federale rispettivamente nel 1917 e nel 1918. Dal 1914 alla morte fu presidente del Comitato internazionale della Croce Rossa e nel 1921 presidente ad honorem della Società delle Nazioni.